# Antike Welt
Antike Welt (Abkürzung AW) ist eine populärwissenschaftliche Zeitschrift zur Archäologie und Kulturgeschichte.

## Geschichte und Beschreibung

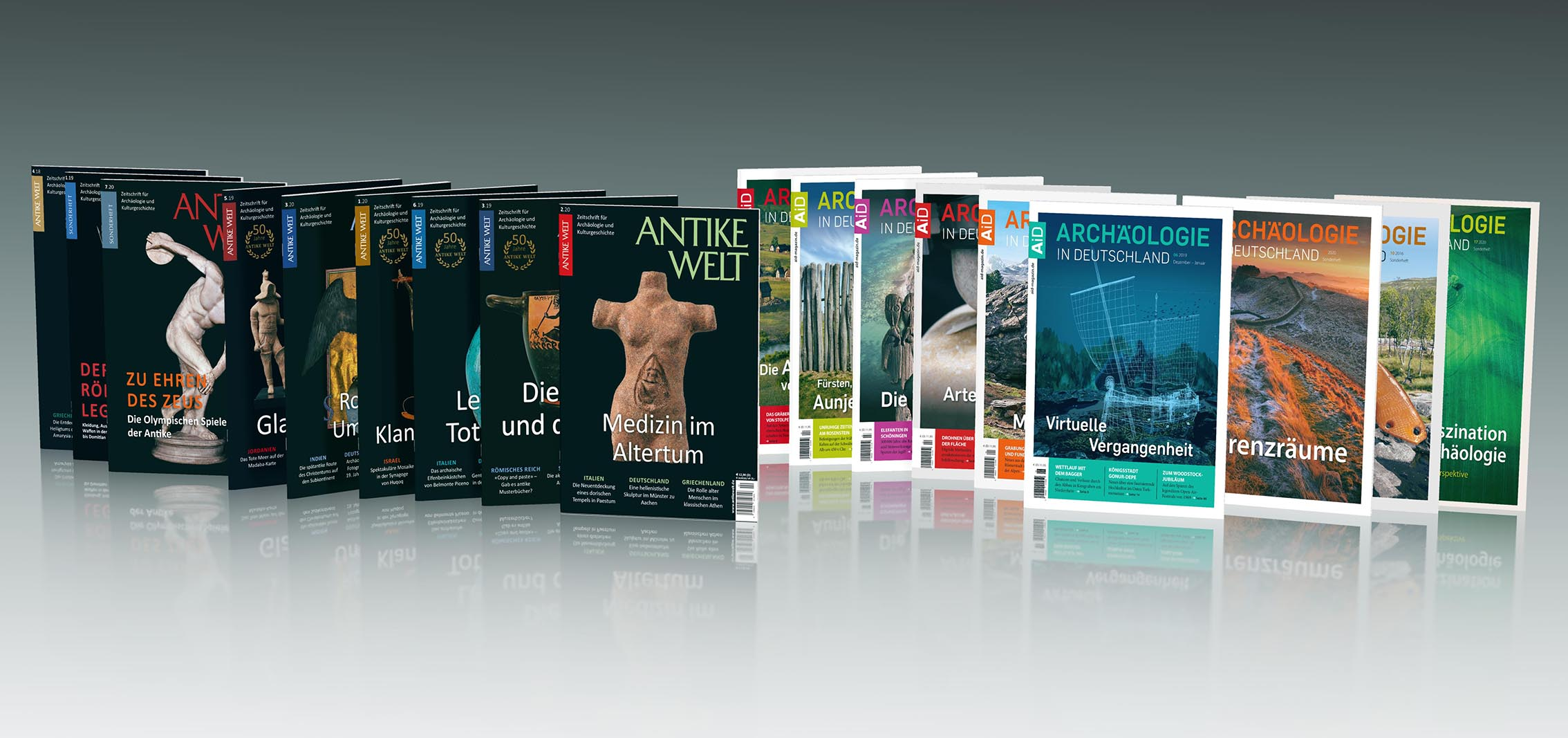
Ausgaben der Zeitschriften „Antike Welt“ und „Archäologie in Deutschland“

Die Zeitschrift wurde 1970 im Raggi-Verlag begründet, seinerzeit in Küsnacht (Schweiz), später in Feldmeilen und Jona und zunächst in einer Auflage von nur 50 Exemplaren. Mit der Ausgabe 1/1990 wurde sie vom Zabern-Verlag, Mainz übernommen, der seit 2014 ein Imprint der Wissenschaftlichen Buchgesellschaft in Darmstadt war und seit 2024 ein Imprint des Verlags Herder.
Die Antike Welt gehört zu den populärwissenschaftlichen archäologisch ausgerichteten Zeitschriften (wie Archäologie in Deutschland). Sie befasst sich mit allen Zeiten und Räumen, legt aber deutliche Schwerpunkte auf die Klassische und Vorderasiatische Archäologie sowie Ägyptologie. Daneben werden auch allgemeine kulturgeschichtliche Themen aufgegriffen, vornehmlich zur Antike bis einschließlich des europäischen Mittelalters. Zeitweise konzentrierten sich die Beiträge, vor allem die umfangreicher abgehandelten Titelthemen, auf solche, die in musealen Ausstellungen präsentiert wurden, für die der Zabern-Verlag den Ausstellungskatalog herausbrachte. Seit der Übernahme der Chefredaktion durch Holger Kieburg im Jahr 2011 werden museale Ausstellungen kaum mehr besprochen, der Schwerpunkt liegt auf der Darstellung aktueller archäologischer und altertumswissenschaftlicher Forschung.
Neben den Hauptbeiträgen gibt es aktuelle Nachrichten, Nachrufe, Reisehinweise, Buchrezensionen und einen Ausstellungskalender. Zudem erscheint seit 2004 regelmäßig die Rubrik Museumsinsel Berlin im Heft, in der der Verein der Freunde der Antike auf der Museumsinsel seine Arbeit vorstellt und Beiträge zu den Sammlungen im Pergamonmuseum und zur Antikensammlung im Pergamon- und Alten Museum bringt. Diese Rubrik ersetzt die früher eigenständige Zeitschrift des Vereines EOS.
Neben den zunächst viermal, seit 1995 sechsmal jährlich (Stand Anfang 2019) erscheinenden Heften werden seit 1973 Beihefte veröffentlicht, verbilligt für Abonnenten, teil- und zeitweise auch im Abonnement inbegriffen, zunächst unter dem Namen „Sondernummer“, seit 1996 als „Sonderhefte“, schließlich seit 1998/1999 als „Sonderbände“, verbunden mit Umstellungen in Anzahl und Aufmachung. Erschien zunächst nur eine Nummer pro Jahr, so lag die Zahl später teilweise sogar deutlich höher als die der regulären Hefte, und hatten sie anfangs die äußere Aufmachung der normalen Hefte, so gab es sie nach dem Wechsel zum Verlag Zabern teilweise auch zusätzlich, später ausschließlich als Hardcover; letztere bilden bis heute die Sachbuchreihe Zaberns Bildbände zur Archäologie. Seit 2015 erscheint wiederum im Abonnement inbegriffen Sonderhefte (ursprünglich eines, seit 2019 zwei, ab 2021 drei vorgesehen), die jetzt außerhalb der Reihe von Zaberns Bildbänden zur Archäologie ebenfalls zusätzlich als Buchveröffentlichung aufgelegt werden.
Die Antike Welt hat derzeit eine Druckauflage von 9.000 (Stand Februar 2019) und eine verkaufte Auflage von 8.000 Heften (Stand Mai 2020). Ferner liegt die Kernzeitschrift seit 2010 auch als ePaper-Ausgabe vor.